# Царане
Цара́не (земляне; молд. цэра́нь, рум. ţărani; ед. ч. цара́н) — зависимые от землевладельцев и личносвободные крестьяне Молдавии, в отличие от холопов и цыган, которые были полностью подчинены феодалу.

## Этимология
Слово «царане» образовано от молдавского цара или царэ — «земля». В переводе с молдавского означает: «земледельцы» или «поселяне». В современном румынском языке «царэ, царань» (țară, ţărani) означает «крестьянин».

## Описание
Ныне люди, живущие в сельской местности Молдавии и Румынии, заняты в основном сельским хозяйством и животноводством, крестьяне. В прошлом лично свободные, но феодально-зависимые крестьяне в Молдавии. Жили на землях феодалов, которым отдавали дижму (десятину) — 1/10 часть произведённых продуктов и исполняли фиксированную барщину. Юридически считались свободными, могли уйти от феодала, но были прикреплены к родным сёлам, где платили налоги.

## История правового статуса
В Молдавском княжестве в XVI веке большинство крестьян попала в зависимость от феодалов, образовав категорию зависимого населения. Их стали называть вечины (крепостные) от ст.‑слав. вѣчина «верховная воля, закон, приговор.
Уложение господаря Константина Маврокордата 1749 года отменило институт вечинства, крепостное право определявшее статус зависимых от феодала крестьян (вечины) было упразднено, и категория «вечины» влилась в категорию крестьян — царан. В то же время было определено что ранее зависимые от феодала крестьяне обязаны работать на владельцев земель по 24 дня в году. В 1775 году Александр Гика определил размер повинностей в 12 урочных дней. Последующими постановлениями возложено на царан исполнение разных работ и послуг без определения числа дней.

## В Российской империи
Когда Бессарабская область была присоединена к Российской империи, правительство немедленно озаботилось приведением в ясность отношений владельцев земель к царанам. Проект правил о царанах, составленный Бессарабским областным советом в 1819 году, не был утверждён. Составление нового проекта возложено было на особую комиссию из чиновников от правительства и депутатов от дворян и от царан. Комиссия не могла прийти ни к какому заключению, и дальнейшее движение дела принял на себя генерал-губернатор. С целью ослабления противоречий между помещиками и царанами, было принято высочайше утвержденное положение о царанах 1834 года, которое предоставило им в течение определённого срока заключить с владельцами добровольные условия на пользование землёй за повинности, с правом перехода в имения других владельцев, но не на казённые земли, и с тем, чтобы до заключения условий царане исполняли по-прежнему повинности, установленные молдавскими господарями. В 1835 году царанам разрешено переселяться в города. Несмотря на закон 1834 года, положение о царанах продолжало оставаться неопределённым. В 1846 году был издан новый «Нормальный контракт» о повинностях царан, вошедший в связи с положением 1834 года в Свод Законов. Этот контракт устанавливал обязательные условия соглашений, если царане и помещики сами не сумеют договориться о них.

## Волнения и реформы
В среде царан часто возникали волнения, так как владельцы требовали с них повинностей сверх положения и подвергали их телесному наказанию. Царане просили переселить их на казённые земли, хотя бы в Сибирь, но безуспешно. В 1858 году для поддержания порядка пришлось употребить военную силу.
Положением о крестьянах 19 февраля 1861 года царане получили разрешение переходить как на владельческие, так и на казённые земли в пределах Бессарабской области и других губерний.
По «Положению 14 июля 1868 года» царане наделялись землёй в постоянное пользование за повинности. Выкуп этой земли осуществлялся с некоторыми отступлениями на основе «Положения о выкупе» 19 февраля 1861 года.
В 1869—1872 годах в Бессарабии произошло более 80 крестьянских волнений, для подавления 41 из них посылались войска.